# Джума-Джами
Джума́-Джами́ (крымскотат. Cuma Cami), она же Хан-Джами́ (крымскотат. Han Cami), также Мечеть Татар-хана (крымскотат. Tatar hanınıñ Camisi) — соборная пятничная мечеть в Евпатории, главная мечеть города. Мечеть расположена в районе парка им. Караева; возвышаясь над прилегающей застройкой, она хорошо видна и с моря и с берега. В Российской Федерации, контролирующей спорную территорию Крыма, является  объектом культурного наследия федерального значения;.

## История
Джума-Джами была заложена в Кезлеве в 1552 году при хане Девлете I Герае и достроена при его преемнике Мехмед II Герае в 1564 году по проекту Ходжа Мимар Синан Ага, главного архитектора султана Сулеймана I Великолепного.
В мечети Джума-Джами Гезлева хранились две особо ценные реликвии: Коран XIV или XV века, ценившийся дороже самой мечети, и документ с росписями 18 крымских ханов, властвовавших до присоединения полуострова к Российской империи. Крымские ханы, после получения в Стамбуле права на ханство и следуя в Бахчисарай, сходили с корабля в Гезлеве. Здесь, в мечети Джума-Джами, хан предъявлял подданным свои права на власть и расписывался в документе. По одним сведениям, реликвии сохранялись в мечети до 1927 года, а теперь находятся в одном из музеев Санкт-Петербурга, по другим — пропали во время Второй мировой войны.
С момента завершения строительства мечеть подвергалась многочисленным переделкам и реставрациям. Несколько лет назад мечеть была полностью отреставрирована по всем правилам науки с восстановлением утраченных деталей и освобождением здания от архитектурных наслоений. Так, в 1985 году были полностью восстановлены два минарета, один из которых разрушился до 1665 года, другой в 1836 году.
В годы советской власти мечеть была закрыта как религиозное учреждение и использовалась как склад сельскохозяйственной продукции, затем строительных материалов, с середины 80-х годов XX века — памятник архитектуры и музей, а в 1990-е годы была возвращена верующим.
В августе 2014 года имам мечети, ранее работавший в структуре Духовного управления мусульман Крыма (ДУМК) объявил о своем выходе из подчинения ДУМК и переходе в состав «Таврического муфтията», в структуре которого работали, в основном, хабашиты. После переизбрания членов общины «Хан-Джами» имущество мечети перешло под контроль «Таврического муфтията». В июле 2015 года Верховный Суд Республики Крым подтвердил право собственности ДУМК на мечеть и обязал представителей «Таврического муфтията» освободить мечеть.

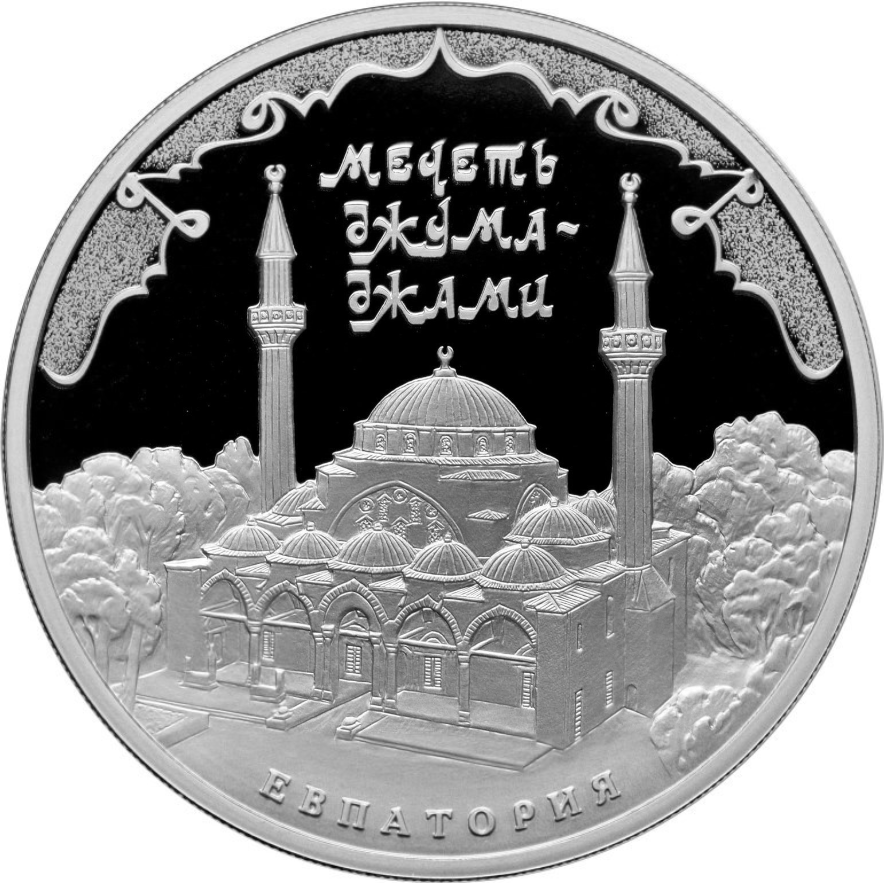
Мечеть Джума-Джами. Монета Банка России — Серия: «Памятники архитектуры России», серебро, 3 рубля, 2016 год

В 2016 году Банком России выпущена серебряная монета номиналом 3 рубля в серии «Памятники архитектуры России», посвященная мечети.

## Архитектура
Композиция храма построена по принципу «нарастающих объёмов». Образцом для этой и других мечетей Ходжи Синана мог послужить известный собор Св. Софии в Константинополе. Несущие части собора сложены из известняка, но основной материал, использованный при строительстве, — камень-ракушечник. Мечеть — центральное купольное здание, в плане приближающееся к квадрату, с запада и с востока, к которому пристроены два минарета. Два яруса редко посаженных окон освещают двухэтажные боковые галереи, перекрытые плоскими куполами по три в ряд. Центральный зал, высотой около 22 метров, перекрыт мощным куполом с 16 окнами.
В годы советской власти была единственной многокупольной мечетью на территории европейской части СССР
С октября 2015 года мечеть Джума-Джами является объектом культурного наследия федерального значения.

## Галерея

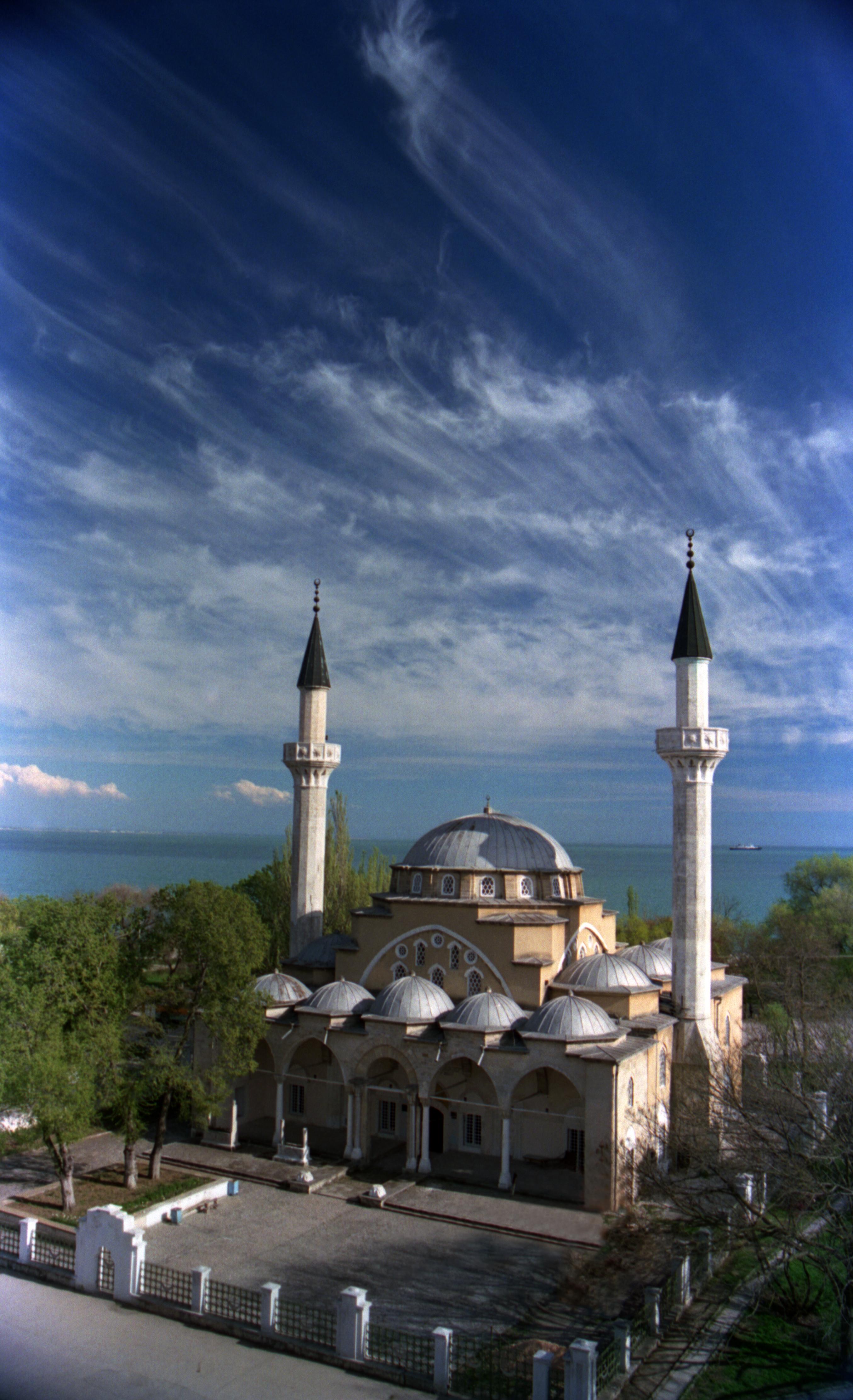
Джума-Джами, вид сверху
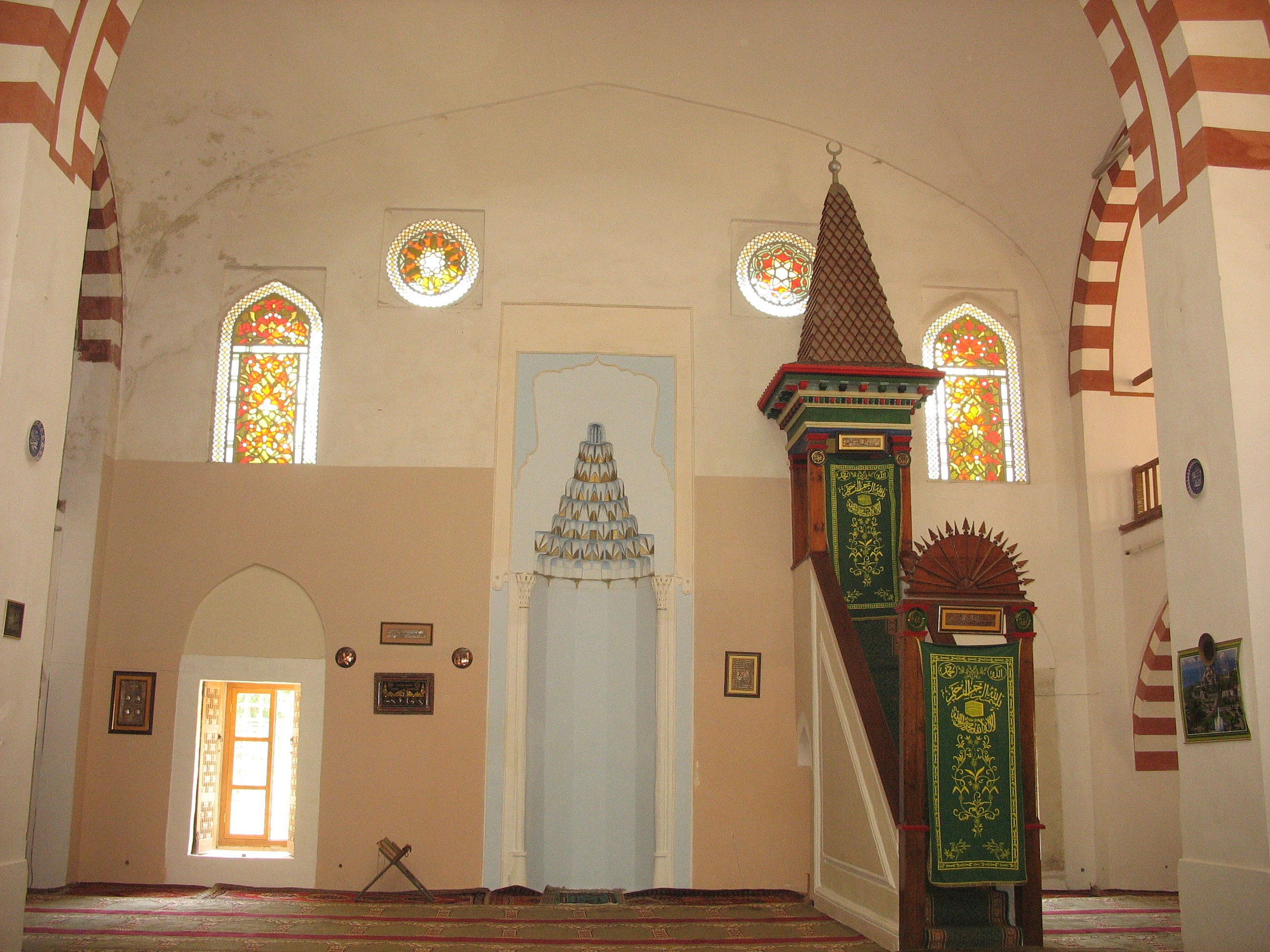
Интерьер Джума-Джами
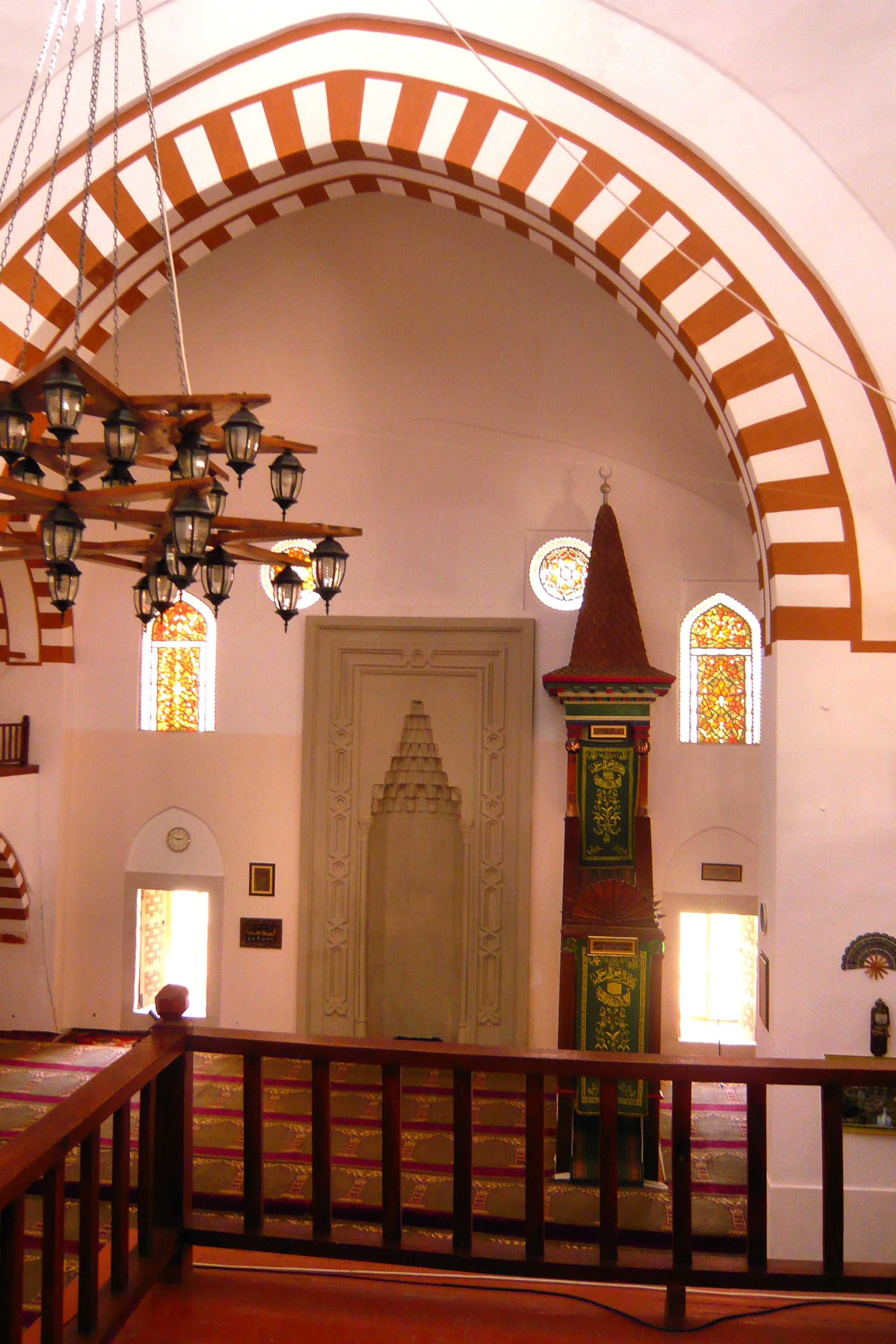
Интерьер
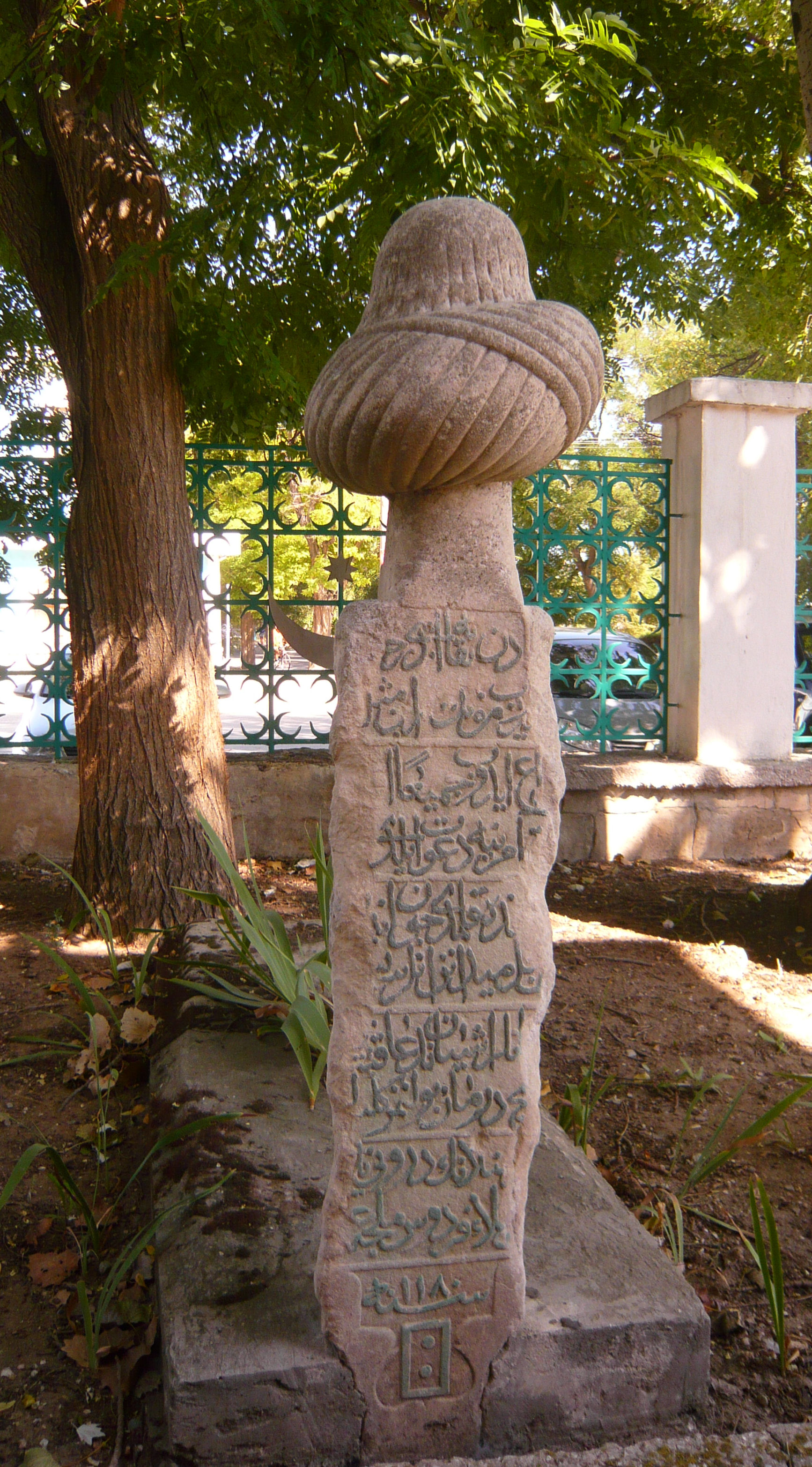
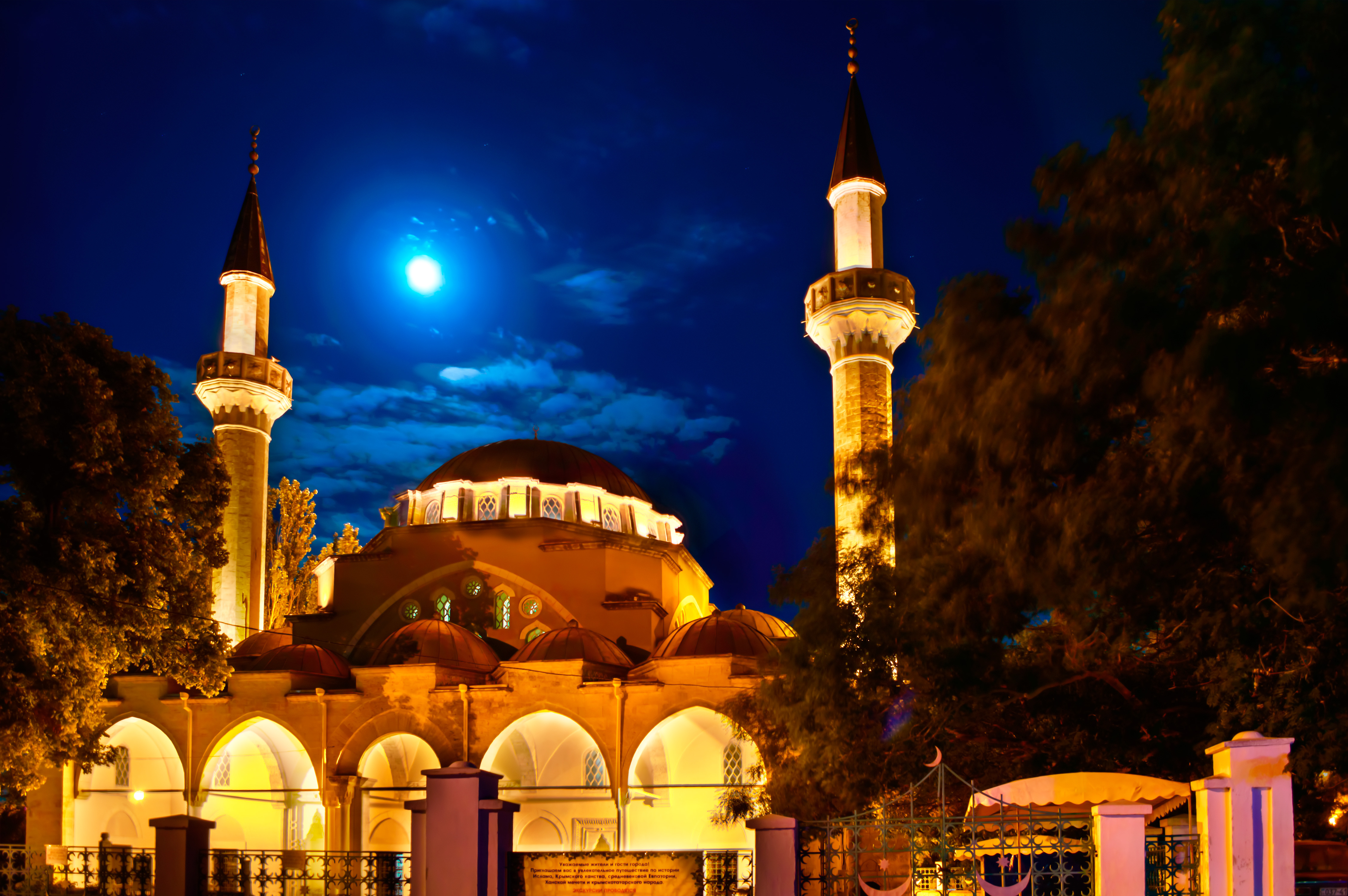
Джума-Джами в ночное время